# Chrystian & Ralf
Chrystian & Ralf foi uma dupla sertaneja brasileira formada pelos irmãos José Pereira da Silva Neto (Goiânia, 3 de novembro de 1956 – São Paulo, 19 de junho de 2024), conhecido artisticamente como Chrystian, e Ralf Richardson da Silva (Goiânia, 15 de junho de 1961).
Lançaram 20 álbuns, 32 coletâneas e 2 DVDs acústicos, além de vídeos independentes, chamados pocket shows. Ganharam 15 discos de ouro, 9 de platina, 2 de platina triplo, 4 de diamante nos anos de 1988, 1989, 1992, 1993 e 1 de diamante com a trilha sonora da novela da TV Globo O Rei do Gado e O Rei do Gado 2, em 1996, com a música "Mia Gioconda", com a participação de Agnaldo Rayol, somando mais de 1 milhão de cópias vendidas. Considerando os LPs, CDs, DVDs, SMDs e coletâneas, a dupla vendeu mais de 15 milhões de cópias, além de terem milhões de acessos em seus vídeos pocket show no YouTube. Embora os números certificados pela ABPD tenham se iniciado apenas a partir de 1990, esses seriam os cálculos aproximados. Chrystian & Ralf tiveram alguns trabalhos independentes sem grandes gravadoras e selos, lançados no formato de SMD, criado por Ralf, para disputar de igual para igual com os preços dos chamados "CDs piratas", mas não houve aceitação pelas grandes gravadoras. Em 2017 a dupla lançou em seu canal no YouTube o Pocket Show 3, que é o pocket mais visualizado da dupla. A dupla adotou essa estratégia como uma forma de agradar os fãs com seus sucessos. Em duas semanas o Pocket 3 já tinha 6 milhões de visualizações.
A dupla era famosa pelo som agudo de suas canções e foi reconhecida como a "dupla mais afinada do Brasil".

## Carreira
Chrystian & Ralf já cantavam desde a infância. São filhos de Eunice Jesus Silva e Mário Pereira da Silva.
Chrystian, antes da formação da dupla, cantava em inglês e gravou uma música para a novela Cavalo de Aço em 1973, "Don't Say Goodbye".
O primeiro disco da dupla foi lançado em 1983, que lhe garantiu o primeiro Disco de Ouro.
Em 1993 Chrystian & Ralf fizeram a turnê "Viajantes da Canção" para mostrar que a dupla não cantava apenas música sertaneja, pois na turnê cantavam ópera, passando por Elis Regina e Dalva de Oliveira.
Reconhecida nacionalmente e internacionalmente, foi a primeira dupla sertaneja a gravar em formato de CD, e também a primeira dupla a vender 1 milhão de cópias de LPs, o que foi considerado um feito histórico nos anos de 1988 a 1990, feito alcançado somente pelo cantor Roberto Carlos.
Chegaram a ganhar um Prêmio Sharp de Música Brasileira, sendo a única dupla sertaneja a ganhar esse prêmio, e também gravaram um CD em espanhol em 1989 que vendeu 500 mil cópias, alcançando sucesso em toda a América Latina e com várias apresentações nos Estados Unidos, com shows para um público de 70 mil pessoas.
A dupla se tornou famosa por ter várias músicas nas trilhas sonoras de novelas da TV Globo, do SBT e da TV Record. Somente o CD da trilha sonora de O Rei do Gado, lançado em 1996 com a música "Mia Gioconda", que teve a participação de Agnaldo Rayol, vendeu mais de 1 milhão de cópias, o que levou a dupla a gravar um clipe na Itália e a ganhar uma medalha pelo tema. Conseguiram também grande êxito em Portugal, onde se apresentaram.
A dupla fez parte do "quinteto de ouro da música sertaneja", já que sempre esteve entre as cinco maiores duplas do Brasil, tendo várias músicas regravadas por duplas e cantores do chamado sertanejo universitário.

### Separação
Em 2000 a dupla se separou e eles lançaram seus próprios trabalhos individuais. Chrystian lançou um disco com músicas inéditas, intitulado Beijo Final, com duas músicas que seriam regravadas anos mais tarde: "Tá no Meu Coração", por Edson & Hudson em 2005 no álbum Galera Coração, e "Foi Só Engano" (único single do álbum) por Zezé Di Camargo & Luciano em 2006 no álbum Diferente. Ralf lançou um disco com regravações de sucessos da música sertaneja, porém todas em italiano, intitulado Solo Italiano.
Em 2001 a dupla voltou com o disco De Volta.
Em 2021 a dupla anunciou a separação definitiva e ambos passaram a seguir carreira solo. Chrystian confirmou uma turnê solo intitulada "Romance", enquanto o irmão Ralf iniciou um projeto com o cantor Eduardo Costa, chamado "Mitos".

### SMD e SMDV
Em 2005, a dupla lançou o álbum Chrystian & Ralf, o primeiro gravado em SMD. O álbum vendeu em apenas oito dias 200 mil cópias, chegando a ganhar um disco de platina em três semanas de vendas. Segundo Ralf, o SMD seria uma arma ao combate à pirataria de CDs, porém as grandes gravadoras preferiram continuar lançando CDs, o que fez com que ele vendesse a patente a uma empresa interessada na ideia.
Esse formato de armazenamento de áudio inventado por Ralf, o Semi Metalic Disk, assim como o Semi Metalic Disk Video, é um CD com um preço mais baixo do que os convencionais, cerca de R$ 5 o CD, e R$ 8 o DVD.
No dia 19 de junho de 2024, o cantor Chrystian morreu aos 67 anos, vitima de uma infecção generalizada seguida de uma Pneumonia.

## Discografia

### Álbuns de estúdio
- Quebradas da Noite (1983)
- Noite de Tortura (1984)
- Camisa Manchada (1985)
- Chrystian & Ralf (1986)
- Ausência (1987)
- Saudade (1988)
- En Español (1988)
- Nova York (1989)
- Bijuteria (1991)
- O Que Tiver Que Vir Virá (1992)
- Loucura Demais (1993)
- Prazer por Prazer (1995)
- Sozinho em Nova York (1996)
- Acústico (1998)
- Estação Paraíso (1999)
- De Volta (2001)
- Viajando pelo Brasil (2002)
- Acústico DVD (2004)
- Chrystian & Ralf (2004)
- Acústico 2 (2007)
- Para Sempre Irmãos (2010)
- Volume 19 (2011)
- Pocket Show (2013)
- Pocket Show 2 (2015)
- Pocket Show 3 (2017)
- Pocket Show IV (2018)

### Coletâneas
- O Melhor de Chrystian & Ralf (1986)
- Chrystian & Ralf: Grandes Sucessos (1987)
- Convite para ouvir Chrystian & Ralf (1988)
- As Melhores de Chrystian & Ralf (1990)
- O Melhor de Chrystian & Ralf (1993)
- Chrystian & Ralf (1994)
- Dose Dupla: Chrystian & Ralf - Volume 01 (1995)
- 20 Preferidas: Chrystian & Ralf (1996)
- Dose Dupla: Chrystian & Ralf - Volume 02 (1997)
- 14 Maiores Sucessos: Chrystian & Ralf (1997)
- O Melhor de Chrystian & Ralf (1997)
- Melhores Momentos: Chrystian & Ralf (1998)
- Focus: O Essencial de Chrystian & Ralf (1999)
- Pérolas: Chrystian & Ralf (2000)
- Dose Dupla: Chrystian & Ralf - Volume 03 (2000)
- Chrystian & Ralf: Ausência (2000)
- O Melhor de C&R: Quebradas da Noite (2001)
- 100 Anos de Música: Chrystian & Ralf (2001)
- O Essencial de Chrystian & Ralf (2001)
- O Melhor de Chrystian & Ralf (2002)
- Chrystian & Ralf: Os Gigantes (2002)
- Os Maiores Sucessos II (2004)
- Dose Dupla: Chrystian & Ralf - Volume 04 (2005)
- Maxximum (2005)
- Dose Dupla Chrystian & Ralf (2005)
- Warner 30 Anos (2006)
- Trilhas Globo Rural: Chrystian & Ralf (2006)
- Chrystian & Ralf: Quebradas da Noite (2007)
- Chrystian & Ralf: Noite de Tortura (2007)
- Chrystian & Ralf: Volume 03 (2007)
- Chrystian & Ralf: Nova Série (2007)
- Chrystian & Ralf: Super 3 (2008)

### Participações Especiais
- Jerônimo (1984)
- Pery Ribeiro (1991)
- Altemar Dutra (1992)
- Emoção em Dose Dupla (1992)
- Biafra (1994)
- Amigos 2 (1996)
- Clássicos Sertanejos (1996)
- Saudades de Tião Carreiro (1996)
- Gilberto Barros (1997)
- Tributo a Leandro (1998)
- Nossa Senhora (1999)
- Direito de Viver (2001)
- Direito de Viver 2 (2002)
- Zezé Di Camargo & Luciano (2005)